# Бороштени (Горж)
Бороштени (рум. Boroșteni) насеље је у Румунији у округу Горж у општини Пештишани. Oпштина се налази на надморској висини од 298 m.

## Становништво
Према подацима из 2002. године у насељу је живело 504 становника, од којих су сви румунске националности.